# Jimmy Giuffre
James Peter Giuffre (* 26. April 1921 in Dallas, Texas; † 24. April 2008 in Pittsfield, Massachusetts) war ein US-amerikanischer Jazzkomponist und -arrangeur. Er spielte Saxophon und Klarinette.

## Leben und Wirken
Seine ersten Erfolge hatte er als Arrangeur für Woody Hermans Big Band, für die er auch den bekannten Jazzstandard „Four Brothers“ schrieb (1947). Während seiner gesamten Karriere schrieb er weitere kreative und ungewöhnliche Arrangements.
Er war Mitglied von Shorty Rogers’ Bands, bevor er als Solist begann. Giuffre spielte sowohl Klarinette als auch Tenor- und Baritonsaxophon, konzentrierte sich dann aber auf Klarinette. Sein Stil ist markant, und seine frühe Musik wurde teilweise als Cool Jazz eingestuft. Zum Vergleich wurde häufig Musik von Lester Young herangezogen, da diese seiner eigenen offenbar am ähnlichsten war. 1954 spielte er im Trio mit Shelly Manne und Shorty Rogers (The Three and The Two) und wirkte bei der Studioproduktion From Hollywood (Decca) mit; 1955 war er Gründungsmitglied der Formation Shelly Manne & His Men.
Jimmy Giuffres erstes Trio bestand aus ihm sowie dem Gitarristen Jim Hall und dem Kontrabassisten Ralph Peña (später Jim Atlas) und erzielte 1957 einen kleineren Hit, als Giuffres „The Train and the River“ in dem Fernsehspecial „The Sound of Jazz“ gezeigt wurde. Als Atlas das Trio verließ, ersetzte Giuffre ihn durch den Ventil-Posaunisten Bob Brookmeyer. Diese ungewöhnliche Instrumentierung war von Claude Debussy inspiriert; sie ist in dem Film Jazz an einem Sommerabend zu sehen, der auf dem Newport Jazz Festival 1958 gedreht wurde.
1961 bildete Giuffre ein neues Trio mit dem Pianisten Paul Bley und dem Kontrabassisten Steve Swallow, das sich auch in Deutschland vorstellte. Diese Gruppe fand zu jener Zeit zwar wenig Beachtung, wurde später aber von einigen Fans und Musikern als eine der wichtigsten Gruppen der Jazz-Geschichte betrachtet. Sie spielten freien Jazz, aber nicht in der lauten Art wie Albert Ayler oder Archie Shepp, sondern eher gedämpft und vergleichbar mit Kammermusik. In dieser Konstellation, die 1989 wiederbelebt wurde, spielten die Musiker schließlich vollständig improvisierte Musik.
In den frühen 1970ern bildete er ein weiteres Trio mit Bassist Kiyoshi Tokunaga und Schlagzeuger Randy Kaye. Giuffre fügte weitere Instrumente zu seinem Repertoire hinzu, darunter Bassflöte und Sopransaxophon. Eine spätere Gruppe mit zusätzlich Pete Levin am Synthesizer und dem E-Bassisten Bob Nieske anstelle von Tokunaga nahm drei Alben für das italienische Label „Soul Note“ auf. Ebenfalls während der 1970er lehrte Giuffre an der New York University.
In den 1990ern nahm er gemeinsam mit Joe McPhee auf. Später unterrichtete er am New England Conservatory of Music. Als Komponist verband er „ambitioniert in seinen Werken Jazz und E-Musik“; er verfasste Konzerte für Klarinette und Streichorchester, schrieb aber auch Filmmusiken.
Giuffre litt an der Parkinson-Krankheit und hat deswegen 1993 den aktiven Teil seiner Karriere beendet. Er starb 2008 zwei Tage vor seinem 87. Geburtstag.

## Würdigungen
„Die drei LPs, die dieses Ensemble [Jimmy Giuffre, Paul Bley und Steve Swallow] 1961 und 1962 einspielte, zählen zu den schönsten Dokumenten einer freien Musik abseits der Ekstasen und der Dramatik des Free Jazz. […] Und schließlich wurde die lange verkannte Jazz-Kammermusik des Jimmy Giuffre doch [noch] […] gewürdigt, […] [nämlich als] eine überaus originelle Variante eines chamber jazz, und eine leise, europäisch kolorierte Alternative zu den dramatischeren Konzepten musikalischer Freiheit, wie sie die sechziger Jahre brachten.“

Das Magazin Rolling Stone wählte das Album Fusion aus dem Jahr 1961 in seiner Liste Die 100 besten Jazz-Alben auf Platz 46. Thesis gelangte dort auf Platz 83, Free Fall auf Platz 93.

## Diskografie(Auswahl)
Die Jahreszahlen geben überwiegend den Zeitpunkt der Aufnahme an.
- 1955  Tangents in Jazz (Capitol)
- 1956  The Jimmy Giuffre Clarinet (Atlantic)
- 1956  The Jimmy Giuffre 3 (Atlantic) mit Jim Hall, Ralph Peña
- 1958  Hollywood & Newport, 1957–1958 (Fresh Sound) mit Jim Hall, Ralph Peña, Bob Brookmeyer
- 1958  Trav'lin' Light (Atlantic) mit Jim Hall, Bob Brookmeyer
- 1958  Western Suite (Atlantic) mit Jim Hall, Bob Brookmeyer
- 1959  Seven Pieces (Verve) mit Jim Hall, Red Mitchell
- 1959  The Easy Way (Verve) mit Jim Hall, Ray Brown
- 1961  Fusion und Thesis (beide Verve) mit Paul Bley, Steve Swallow, 1992 bei ECM als Doppel-CD unter dem Titel Jimmy Giuffre 3, 1961 erschienen
- 1961  Emphasis, Stuttgart 1961; Flight, Bremen 1961 (beide hatART) mit Paul Bley, Steve Swallow
- 1961: Graz Live 1961 (Hathut / ezz-thetics 2019) mit Paul Bley, Steve Swallow
- 1963  Free Fall (Columbia, heute Sony) mit Paul Bley, Steve Swallow; 1998 in die Liste “100 Records That Set the World on Fire (While No One Was Listening)” von The Wire aufgenommen
- 1965 New York Concerts: The Jimmy Giuffre 3 & 4 (ed. 2014)
- 1972  Music for People, Birds, Butterflies and Mosquitos (Choice) mit Kiyoshi Tokunaga, Randy Kaye
- 1974  Quiet Song (Improvising Artists) mit Paul Bley, Bill Connors
- 1975  River Chant (Choice) mit Kiyoshi Tokunaga, Randy Kaye
- 1975  Giuffre, Konitz, Connors, Bley (Improvising Artists) mit Paul Bley, Lee Konitz, Bill Connors
- 1983  Dragonfly (Soul Note) mit Pete Levin, Bob Nieske, Randy Kaye
- 1985  Quasar (Soul Note) mit Pete Levin, Bob Nieske, Randy Kaye
- 1987  Eiffel (CELP) mit André Jaume
- 1988  Momentum, Willisau 1988 mit André Jaume
- 1989  The Life of a Trio: Saturday and Sunday (OWL) mit Paul Bley, Steve Swallow
- 1989  Liquid Dancers (Soul Note) mit Pete Levin, Bob Nieske, Randy Kaye
- 1991  River Station (CELP) mit André Jaume
- 1992  Fly Away Little Bird (OWL) mit Paul Bley, Steve Swallow
- 1993  Conversations with a Goose (Soul Note) mit Paul Bley, Steve Swallow

## Sammlung
- The Complete Capitol and Atlantic Recordings of Jimmy Giuffre (1954-58) - (Mosaic - 1997) - 10 LPs oder 6 CDs mit Jack Sheldon, Russ Freeman, Curtis Counce, Shelly Manne, Bud Shank, Shorty Rogers, Bob Enevoldsen, Ralph Peña, Artie Anton dm, Sweets Edison, Bob Cooper, Dave Pell, Mauri Berman bs, Stan Levey, Buddy Collette, Harry Klee b-cl, Milt Jackson, John Lewis, Percy Heath, Connie Kay, Pee Wee Russell, Rex Stewart, George Wein, Oscar Pettiford, Teddy Charles, Jim Hall, Jim Atlas b, Bernie Glow, Phil Sunkel, Joe Wilder, Al Cohn, Ed Wasserman ts, Sol Schlinger bs, Wendell Marshall, Ed Shaughnessy, Nick Travis, Art Farmer, Bob Brookmeyer